# Сюзь
Сюзь — река в России, протекает в Александровском районе Пермского края. Устье реки находится в 23 км по левому берегу реки Чикман. Длина реки составляет 21 км.
Исток реки на Среднем Урале к северо-западу от вершины Няровский Камень (773 м НУМ). Течёт главным образом в северо-западном направлениях, течение носит горный характер. Притоки — Талая (правый), Полуденный (левый). Всё течение реки проходит в ненаселённой местности, среди гор и холмов, покрытых таёжным лесом. Впадает в Чикман выше посёлка Чикман.

## Данные водного реестра
По данным государственного водного реестра России, относится к Камскому бассейновому округу, водохозяйственный участок реки — Кама от города Березники до Камского гидроузла, без реки Косьва (от истока до Широковского гидроузла), Чусовая и Сылва, речной подбассейн реки — бассейны притоков Камы до впадения Белой. Речной бассейн реки — Кама.
По данным геоинформационной системы водохозяйственного районирования территории РФ, подготовленной Федеральным агентством водных ресурсов:
- Код водного объекта в государственном водном реестре — 10010100912111100007116
- Код по гидрологической изученности (ГИ) — 111100711
- Код бассейна — 10.01.01.009
- Номер тома по ГИ — 11
- Выпуск по ГИ — 1